# 신암구역
신암구역(新岩區域)은 조선민주주의인민공화국 함경북도 청진시의 7구역의 하나로 시의 남서쪽에 위치한다. 인구는 2008년 당시의 기록을 기준으로 64,924명이다.

## 역사
- 1960년 - 청진시 교동, 근화동, 관해동, 서흥동, 중앙동, 천마동, 신암동, 명성동, 신진동, 동서수라리, 대서수라리를 병합해 신암구역이 설치되었다.
- 1963년 - 청진직할시 신암구역
- 1970년 - 함경북도 청진시 신암구역
- 1977년 - 청진직할시 신암구역
- 1985년 - 함경북도 청진시 신암구역

## 행정 구역
10동으로 구성된다.
- 동 - 관해동(觀海洞), 교동(校洞), 근화동(槿花洞), 서흥동(西興洞), 신암동(新岩洞), 신진동(新津洞), 은혜동(恩惠洞), 천마동(天摩洞), 포항동(浦項洞), 해안동(海岸洞)

## 외교 시설
중화인민공화국과 러시아 두 국가가 청진시에 영사관을 운영 중에 있다.
- 주청진 중국 총영사관
- 주청진 러시아 총영사관